# 위안산향

위안산 향의 위치

위안산향(한국어: 원산향, 중국어: 員山鄉, 병음: Yuánshān Xiāng)은 중화민국 이란 현의 향이다. 넓이는 111.9106km2이고, 인구는 2015년 8월 기준으로 32,323명이다.

## 지리
위안산 향은 이란 현의 서부에 위치한다.